# 스티븐 에크홀트
스티븐 엑홀트(Steven Eckholdt, 1961년 9월 6일 ~ )는 미국의 배우, 영화 제작자이다.
로스앤젤레스에서 태어났다.

## 출연 작품
- 스플리트 디시전 (2006년)
- 패밀리 우먼 (2003년) - 샘 역
- 산타 후 (2000년)
- 병 속에 담긴 편지 (1999년)
- 또다른 진실 (1995년)
- 바이러스 (1992년)
- 14 고잉 온 30 (1988년)
- 빛을 향해 가다 (1988년)
- 미혼모 (1988)
- SOS 베이루트행 847 (1988년)
- 라이더의 처형 (1986년)

### 텔레비전
- L.A. 로 (1991-94)
- 프렌즈 (1997-2004) - 마크 로빈슨 역
- 웨스트 윙 (2003-06)
- 두 남자와 1/2 (2010) - 브래드 할로 역